# Вълко Червенков
Вълко Вельов Червенков е български политик, лидер на Българската комунистическа партия от 1949 до 1954 г., министър-председател на НРБ от 1950 до 1956 г., заместник-министър-председател от 1956 до 1961 г., армейски генерал, кандидат на науките (доктор).
Включил се в младежка възраст в дейността на БКП и нейните терористични групи, през 1925 година е осъден задочно на смърт и заминава за Съветския съюз, където прави кариера в Коминтерна и се жени за сестрата на неговия ръководител Георги Димитров. Връща се в България след Деветосептемврийския преврат през 1944 година и е сред водещите фигури в БКП.
След смъртта на Димитров Червенков е Първи/генерален секретар на ЦК на БКП (1949 – 1954) и министър-председател (1950 – 1956), изигравайки важна роля в налагането на Сталиновия стил на ръководство на тоталитарния режим в страната. През тези години икономиката се възстановява след Втората световна война и е започната политиката на ускорена индустриализация, довела до значителен икономически растеж, както и до сериозно влошаване на жизнения стандарт и допълнителни мерки за повишаването му. До голяма степен е проведена колективизацията на селското стопанство, съпътствана от насилие, реквизиции на продукция, обезлюдяване на селата и безработица и купонна система в градовете, премахната впоследствие. Масово преследва дисиденти, запазва положението на страната като сателитна държава под съветски контрол и с еднопартийната форма на управление. При неговото управление в България е въведена безплатна медицинска помощ.

## Биография

### Произход, образование и ранни години
Вълко Червенков е роден на 6 септември (24 август стар стил) 1900 година в град Златица в семейството на селянин, станал по-късно военен. Отива да учи в София и през 1919 година завършва Трета мъжка гимназия.
По това време Червенков става член на БКП, като работи главно за нейната младежка организация – Български комунистически младежки съюз (БКМС). Последователно е секретар на районната и на градската организация, член на Централния комитет, ръководител на агитационния отдел и представител на БКМС във Военната организация на БКП. Редактор е на вестниците „Бъдеще“ и „Войнишки глас“.
През есента на 1924 година, заедно с Яко Доросиев и Иван Минков, влиза в т.нар. Специална наказателна група към ЦК на БКП (т.с.), която трябва да координира терористичната дейност на Военната организация на партията. През 1925 г. е задочно осъден на смърт за множество планирани убийства, наредени от БКП (т.с.) и Коминтерна.

## В емиграция
През есента на 1925 година Вълко Червенков заминава за Съветския съюз, където става член на Всесъюзната комунистическа партия (болшевики). Жени се за сестрата на българския комунистически деец Георги Димитров, което изиграва важна роля за кариерата му. В Москва завършва Висша погранична школа и Международна ленинска школа, където защитава кандидатска дисертация и преподава марксизъм-ленинизъм, достигайки през 1937 – 1938 година до поста директор.
По време на престоя си в Москва Червенков преподава в Комунистическия университет на националните малцинства от Запада, секретар е на емигрантската комисия при Задграничното бюро на БКП, работи в апарата на Коминтерна.
По време на Голямата чистка, опасявайки се да не бъде арестуван от съветската политическа полиция, за няколко дни се укрива в дома на своя шурей, генералния секретар на Коминтерна Георги Димитров, надявайки се, че той би могъл да го защити.
През 1941 – 1944 година е редактор и отговорен редактор на радиостанция „Христо Ботев“.
Завербуван е от НКВД като агент на съветските тайни служби с кодовото име Спартак.

### Управленски постове

#### След Деветосептемврийския преврат
Завръща се в България в края на септември 1944 г. и влиза в ръководството на БРП (к.). От 3 октомври 1944 г. е вече член на Политбюро на ЦК на БРП (к.) и остава такъв до 4 ноември 1962 г. Става и секретар на ЦК, известно време ръководи отдел „Агитация и пропаганда“, през 1945 година е главен редактор на списание „Съвременник“.
Той е народен представител в XXVI обикновено народно събрание, VI велико народно събрание и в I, II и III народно събрание.
С пристигането на Георги Димитров на 6 ноември 1945 г. в България започва политика на „култ към личността“. Вълко Червенков като негов зет и ученик следва линията на партийния и държавен вожд. През есента на 1947 година на Червенков е възложено да представи в доклад пред ЦК новата съветска политика за ускорено налагане на тоталитарните режими в Източна Европа след създаването на Коминформбюро. В него той остро критикува дотогавашните действия на партията, дàли възможност за създаване на опозиция и забавили „обществените преобразования в социалистически дух“. Докладът е последван от началото на масова национализация. Самият Червенков става председател на Комитета за наука, изкуство и култура – между 11 декември 1947 и 6 август 1949 г.
През октомври 1947 година Червенков критикува концепцията на Георги Димитров за „народна демокрация“, застъпвайки се за приближаване на подготвяната Димитровска конституция към нейния съветски образец. По този повод през януари Димитров заявява, че в част от изказването на Червенков „няма грам марксизъм“.
Поради отделянето на Югославия на Тито от Коминформбюро през 1948 г. Сталин принуждава Червенков да окаже допълнителен натиск върху БКП, за да се съобразят със съветската линия. Малко преди провеждането на V конгрес на БРП (к) – 18 – 25 декември 1948 г., по указание на Димитров започват чистки в партията на измислените „врагове с партиен билет“. През 1949 година Вълко Червенков и Васил Коларов организират инициираната от Йосиф Сталин кампания срещу секретаря на ЦК и очакван приемник на Димитров начело на партията Трайчо Костов, който е осъден на смърт и екзекутиран. Червенков се престарава в елиминациите – до април 1950 г. от БКП са отстранени 92 500 души, а за 4 години интензивни партийни чистки са изключени почти 100 000 от 460 000 български комунисти.
След смъртта на генералния секретар Георги Димитров през юли 1949 година основните претенденти за поста му са Васил Коларов, Вълко Червенков, Антон Югов и Георги Чанков. Първоначално изглежда, че дългогодишния функционер Коларов има най-добри шансове да оглави партията, но след като Сталин демонстрира предпочитанията си към Червенков, това не става. Взето е решение ръководството на партията и държавата да е до голяма степен колективно и действащо под преките напътствия на Йосиф Сталин. Васил Коларов става министър-председател, за първи секретар на ЦК е избран Вълко Червенков, но със следващите си действия Сталин показва, че гледа на Червенков като на бъдещ лидер на БКП и държавата.

#### Начело на държавата
След смъртта на Васил Коларов на 23 януари 1950 г. Вълко Червенков оглавява второто правителство на Коларов (1950 – 1954) от 3 февруари, а на 8 ноември заема и възстановения пост на генерален секретар на ЦК на БКП – пост, който Червенков заема до 1954 г. Той е министър-председател и в следващото правителство на България (1954 – 1956). От март 1952 година до декември 1953 година оглавява просъществувалия през този период Държавен комитет на отбраната, като в тази връзка получава военно звание армейски генерал. Изявява се като лидер и силна личност. Отличава се с голямата си жестокост към инакомислещи, както и комунисти с по-хуманни възгледи, различни от официалните. По негови директиви и предложения са създадени „лагерите на смъртта“ в България (за политически затворници) по образец на съветския ГУЛАГ.
По онова време се правят опити за насаждане на култ към личността му по примера на култа към Йосиф Сталин в СССР. На негово име е наречена тогавашната Медицинска академия в София и един от столичните райони.

#### След смъртта на Сталин
По време на своето управление Червенков непрекъснато демонстрира лоялността си към съветския лидер Йосиф Сталин, като дори го имитира в личното си поведение и в своя външен вид. Със смъртта на Сталин на 5 март 1953 г. започва кампания на „десталинизация“ и развенчаване на култа към личността. На погребението на Сталин на 9 март 1953 г. Червенков веднага усеща нова активност в обкръжението му и се опитва да предвиди новите насоки на съветската политика.
След разстрела на съветския вътрешен министър Лаврентий Берия през декември, Червенков критикува пред ЦК на БКП „извращения“ в работата на „наказателните органи“ и големия брой издавани смъртни присъди, и определя лагерите като произвол. Следвайки съветския пример, през август са амнистирани много затворници и лагеристи, на 5 септември „лагерът Белене“ е закрит, на 26 хиляди интернирани е разрешено да се върнат по домовете си.
В самото начало на 1954 година Червенков, Райко Дамянов и Георги Чанков посещават Москва, където съветското ръководство ги подлага на остри критики. В края на януари длъжността генерален секретар на ЦК на БКП е закрита, на 4 март 1954 г. първи секретар става Тодор Живков, който се самопредлага за длъжността временно до конгреса, а съвместяването на постове в Секретариата и правителството е премахнато. Въпреки че формално губи позиции в партийната йерархия, Червенков остава министър-председател, а като член на Политбюро на практика успешно се налага в неговата дейност, запазвайки ключовата си позиция в ръководството на БКП.
При посещението на първия секретар на ЦК на КПСС Никита Хрушчов в България на 3 – 4 юни 1955 г. Червенков допуска фаталната грешка да го придружава първият секретар на ЦК на БКП Тодор Живков, който бърза да му скрои комплота и да го отстрани от пътя си към властта. Докато е в Москва за XX конгрес на КПСС (14 – 25 февруари 1956 г.), неговата дясна ръка Тодор Живков чрез съветския посланик в София Юрий Приходков подготвя поетапно свалянето му с Мартенския и Априлския пленум на ЦК на БКП през 1956 г. Куриозното е, че Червенков преживява унижението да бъде критикуван в Кремъл именно от Живков и своите съратници пред главния съдник Хрушчов, като все пак накрая му е дадена думата, но „не вече като на отговорен за работите в ЦК, а като обвиняем за разпространението на култа към Сталин и заедно с това на култа към неговата персона“. Така се оказва уязвим за атаките на повратливите свои съратници Тодор Живков и Антон Югов, които на прословутия Априлски пленум го изместват от водачеството в партията – 6 април 1956 г., и от правителството – 18 април 1956 г.

### Последни години
След Априлския пленум е изместен от водещите си позиции, но това става постепенно. Първоначално остава член на Политбюро и ръководи неговата идеологическа комисия, заместник-председател е на Министерския съвет, остава начело на Отечествения фронт до 1957 година. През 1959-1961 година е председател на Комитета по мирното използване на атомната енергия. В поздравление за 60-годишния му юбилей ЦК на БКП го определя като „един от изтъкнатите ръководители в борбата срещу фашизма и капитализма и в строителството на социализма, пламенен интернационалист и поборник за дружба с великия Съветски съюз, за мир и социализъм“.
В края на 1961 година, след XXII конгрес на КПСС, Червенков е подложен на нови критики и е отстранен от Политбюро и от правителството, като остава член на ЦК. Шефът на ДС Стефан Богданов в писмо до Хрушчов от 12 май 1962 г. заявява дословно: "Българската партийна и държавна върхушка сега е заела кръгова отбрана и все повече се сплотява около Вълко Червенков, който на свой ред е извадил из тайниците си и секретните си сейфове документи, които уличават членове на Политбюро в солидарност със сталинизма. Това не се харесва на Хрушчов, който лансира Тодор Живков. На 4 ноември 1962 година Червенков е изключен и от БКП „за антипартийна дейност“, почти едновременно с отстраняването на Антон Югов от поста министър-председател на 19 ноември 1962 г. за „погазване на законността“ от вътрешното министерство през 1949 – 1956 година и заемането на длъжността от Живков. Членството на Червенков в партията е възстановено на 19 май 1969 г. отново по предложение на Живков след потушаването на Пражката пролет, като е оценено лоялното му поведение без „отрицателни прояви спрямо партийната линия и политика“. Не се премахва обаче домашният арест и наблюдението от специалните служби (Четвърто отделение на Шести отдел на ДС, където се води на оперативен отчет). До края на живота си остава извън политическия живот, но се ползва с материални и битови привилегии. Написва мемоарите, които под заглавие „Вълко Червенков за себе си и своето време“ и съставителството на дъщеря му излизат 20 години след неговата смърт.
Вълко Червенков умира на 21 октомври 1980 година в София.
Поклонението пред саркофага на Вълко Червенков е във Военния клуб - София. 

## Политически стил на управление
След като идва на власт през 1950 година, Вълко Червенков бързо успява да наложи „сталинистки“ модел на управление. Всички реални и мними негови противници са арестувани и много от тях са изпратени в лагера в Белене. Започва налагане на култ към личността му.
Приема се, че Вълко Червенков е виновен за репресиите срещу партийните дейци до 1951 г. Той е в групата на Георги Димитров, която посещава Сталин на 5 декември 1948 г. за изясняване на позициите преди Петия партиен конгрес, особено по щекотливия въпрос за народната демокрация. На среднощната разпра на 6 декември Сталин се обръща именно към него с молба да се разправи с Трайчо Костов – „Няма ли кой да го хване за гърлото?“, което и става факт година по-късно с обесването му на 16 декември 1949 г.
Отговорен е и за гибелта на пролетарския художник Александър Жендов, въпреки че чистката започва още при Димитров с решение на Политбюро на ЦК на БКП от 29 юли 1948 г., а за смъртта на Жендов вина носи както художникът с непремерените си изказвания пред вожда на 1 януари 1950 г. в дома на Христо Радевски и с последвалото клеветническо писмо от 9 март 1950 г., така и Тодор Живков, осъществил изключването му от СБХ на 10 юли 1950 г.
По време на управлението на Червенков се провеждат двата показни процеса, завършили с жестоки присъди: от 14 януари до 3 октомври 1952 г. срещу „католиците – шпиони“, завършил със смъртни присъди и такива с дългосрочен затвор, и от 14 ноември същата година срещу политическия ветеран Атанас Буров, осъден на 20 г. строг тъмничен затвор. А скоро след това анархистът Георги Константинов, взривил през 1953 г. паметника на Сталин (два дни преди смъртта му), получава 20 г. затвор, а не смъртна присъда.
При управлението на Червенков окончателно е смазано съпротивителното движение на горяните – първата въоръжена съпротива в новообразуваните социалистически държави след Втората световна война. За борба с продължаващата съпротива срещу комунистическата власт в обществения, стопанския и политическия живот в страната властите увеличават репресивния апарат, включително и след смяната на Вълко Червенков.

## Развитие на държавата
Из цялата страна започва масово строителство на предприятия на тежката промишленост, а центърът на София е изцяло променен. До 1955 г. са открити Националният стадион „Васил Левски“, Народната библиотека, съвременната сграда на Софийската опера, сградите на Министерския съвет, президентството, ЦУМ, хотел „Балкан“ и полиграфическия комбинат „Димитър Благоев“. През 1952 г. започва топлофикацията на столицата. Построени и открити са десетки язовири, сред които Студена, Васил Коларов и Александър Стамболийски. Други обекти на промишлеността, създадени тогава, са и химическите комбинати в Девня и Димитровград, металургичният комбинат в Перник, завод „6 септември“ в София, заводът за антибиотици в Разград, корабостроителният комбинат „Георги Димитров“ във Варна, оловно-цинковият завод в Кърджали, обувният завод „Петър Ченгелов“ в Пловдив, памукотекстилните фабрики в Габрово и Плевен. Селското стопанство бива колективизирано, купонната система е премахната. Цените на стоките и услугите са намалявани 5 пъти с цел да се повиши покупателната способност и жизненото равнище на българите.
Упражнен е силен натиск за премахване на частната собственост върху земята чрез колективизация на земеделските стопанства и образуване на ТКЗС, независимо от размера на притежаваната земя от селяните:
- През 1950 година правителството определя т.нар. размер на задължителна държавна доставка на селскостопански продукти от декар обработваема площ. Независимо от характера на стопанството си, всеки трябва да внесе задължителни доставки жито, царевица, овце, свине и телета за издължаване доставката на месо, мляко, яйца, вълна, по цени, определени от държавата. Неизпълнилите държавните доставки биват осъждани по бързата процедура на лишаване от свобода за „вредителство“. Това принуждавало селските стопани да купуват значително по-скъпо дължимите доставки, за да ги предадат на държавата евтино, както и да преразгледат решението си дали да останат частни стопани, или да предадат земите си в ТКЗС.
- С постановление на правителството и на ЦК на БКП № 5 / 5 януари 1951 г. за подготовка на пролетната сеитба се разпорежда на притежателите на земя в землищата на други населени места („перекендоплатци“) да заявят посевните си площи в срок до 10 януари 1951 г. Постановлението излиза след определения срок за заявление, в резултат на което незабавно тази собственост се „отчуждава“ и се предава на ТКЗС.

## Награди
- Орден „Георги Димитров“ – 1950 и 1961 г.
- Орден „Ленин“ – между 1967 и 1980 г.

## Семейство и личен живот
През 1926 г. Вълко Червенков се жени неофициално за Елена Димитрова (1902-1974), най-малката сестра на Георги Димитров. Сключват брак в СССР. До края на живота си двамата не сключват граждански брак в България. Те имат син и дъщеря :
- Владимир (1935 – 1965)[4]
- Ирина (1939 – 2014) – филолог-русист, професор във факултета по славянски филологии в Софийския университет „Св. Климент Охридски“. Има двама сина – Павел и Александър[26]

Негова племенница е художничката Юлия Сергева.
Бил е в близки приятелски отношения с поп певицата Леа Иванова.